# أبو العالية الرياحي
أبو العالية رُفَيْع بن مِهْران الرّياحي البصري  عالم مسلم. هو تابعي وراوي حديث نبوي من الثقات، روى له الجماعة، أدرك الجاهلية، وأسلم بعد موت النَّبِيُّ بسنتين. أسلم لسنتين خلتا من خلافة أبي بكر، وهو أول مسلم أذن وراء جيحون - خوارزم - وعبر مع سعيد بن عثمان بن عفان.

## سيرته
رفيع بن مهران الرياحي البصري، وكنيته أبو العالية، مولى امرأة من بنى رياح بن يربوع، أعتقته سائبة. تابعي وراوي حديث نبوي من الثقات، روى له الجماعة، أدرك الجاهلية، وأسلم بعد موت النَّبِيُّ بسنتين، ودخل على أبي بكر الصديق، وصلى خلف عمر بن الخطاب. مات في ولاية الحجاج بن يوسف الثقفي، سنة 93 هـ وقال المدائني سنة 106 هـ.
كان ينتقد الحرورية، فيقول: «ما أدري أي النعمتين علي أفضل أن هداني للإسلام أو لم يجعلني حروريًا»، كان عالمًا بالقرآن، قَال أبو بكر بن أبي داود: «ليس أحد بعد الصحابة أعلم بالقرآن من أبي العالية، وبعده سعيد بن جبير، وبعده السدي، وبعده سفيان الثوري.»

## روايته للحديث النبوي
- روى عن: أبي بن كعب، وأنس بن مالك، وثوبان مولى النبي، وحذيفة بن اليمان، ورافع بن خديج، وعبد الله بن عباس، وعبد الله بن عمر بن الخطاب، وعبد الله بن مسعود، وعلي بن أبي طالب، وأبي أيوب الأنصاري، وأبي برزة الأسلمي، وأبي ذر الغفاري، وأبي سعيد الخدري، وأبي موسى الأشعري، وأبي هريرة، وعائشة بنت أبي بكر.
- روى عنه: بكر بن عبد الله المزني، وثابت البناني، وجعفر بن ميمون، وحميد بن هلال، وأبو خلدة خالد بْن دينار، وخالد الحذاء، وداود بن أبي هند دينار القشيري، والربيع بن أنس البكري، وأبو جهمة زياد بْن الحصين، وزياد بْن أَبي مسلم، وزيد العمي، وأبو المنهال سيار بْن سلامة الرياحي، وشعيب بن الحبحاب، وعاصم الأحول، وعثمان الطويل، وعمرو بن عبيد، وعمير بْن أَبي يزيد النحوي، وعوف الأعرابي، وقتادة بن دعامة، وأبو سهل كثير بْن زياد، ومحمد بن سيرين، ومحمد بن واسع، ومنصور بن زاذان، والمهاجر أبو مخلد، ويوسف بن عبد الله بن الحارث البصري، وأبو عيسى الإسواري، وأبو هاشم الرماني، وحفصة بنت سيرين.[3] وعمرو بن سعيد البصري.
- الجرح والتعديل: قال يحيى بن معين وأبو زرعة الرازي وأبو حاتم الرازي: «ثقة»، وقال اللالكائي: «مجمع على ثقته» وقال الآجري عن أبي داود: «ذهب علم أبي العالية لم يكن له رواة».[3]

قال العجلي: «تابعي ثقة من كبار التابعين، ويقال أنه لم يسمع من علي إنما يرسل عنه»، وقال ابن عدي: «له أحاديث صالحة، وأكثر ما نقم عليه حديث الضحك في الصلاة، وكل من رواه غيره فإنما مدارهم ورجوعهم إلى أبي العالية، والحديث له، وبه يعرف، ومن أجله تكلموا فيه، وسائر أحاديثه مستقيمة صالحة.»